# Prima Divisione Calabria 1951-1952
Fu il quarto livello del campionato italiano di calcio e la 29ª edizione della Prima Divisione nonostante il declassamento subito da quando fu istituita. Il campionato fu organizzato e gestito dalle Leghe Regionali e per questa stagione non furono previste promozioni in Serie C.
La Prima Divisione fu il massimo campionato regionale di calcio disputato in Calabria nella stagione 1951-1952.
Questa stagione fu molto particolare per le società che disputavano i campionati regionali. A livello nazionale, infatti, la FIGC aveva approvato il Lodo Barassi, una riforma della struttura piramidale dei campionati che avrebbe, tra l'altro, istituito un nuovo massimo campionato regionale denominato Promozione. Il meccanismo della riforma premiò le piccole realtà come la Lega Regionale Calabra che, avendo una Prima Divisione estremamente ridotta, non potevano subire alcun taglio dalla creazione della nuova categoria.
Per garantire un minimo interesse intorno a questo campionato di fatto senza promozioni, la Lega lo allargò aggiungendo un secondo girone. Essendo sedici i posti per la nuova Promozione, e tre le società iscritte alla sovrastante Lega Interregionale Sud, ai migliori tredici club - sei nel girone A dove erano però presenti due squadre riserve già in principio escluse a tali fini dalla graduatoria, e sette nel girone B - era garantito l'accesso al nuovo torneo, mentre altri tre sodalizi avrebbero dovuto attendere gli esiti della categoria superiore.
Questi sono i gironi organizzati dalla Lega Regionale Calabra per la regione Calabria.

## Girone A

### Squadre partecipanti
| Squadra                    | Città (provincia)          | Stagione precedente |
| -------------------------- | -------------------------- | ------------------- |
| S.S. Audace                | Catanzaro Marina           |                     |
| U.S. Castrovillari         | Castrovillari (CS)         |                     |
| A.S. Cosenza (B = riserve) | Cosenza                    |                     |
| U.S. Crotone (B = riserve) | Crotone (CZ)               |                     |
| S.S. Curiel                | Cosenza                    |                     |
| S.S. Indomita              | Cosenza                    |                     |
| S.S. La Silana             | San Giovanni in Fiore (CS) |                     |
| Soc. La Sportiva Cariatese | Cariati (CS)               |                     |
| A.C. Rossanese             | Rossano (CS)               |                     |
| U.S. Soverato              | Soverato (CZ)              |                     |
| S.S. Tiriolo               | Tiriolo (CZ)               |                     |

### Classifica finale
|  | Pos. | Squadra       | Pt | G  | V | N | P | GF | GS | DR |
|  | ---- | ------------- | -- | -- | - | - | - | -- | -- | -- |
|  | 1.   | ???           | ?? | 20 |   |   |   |    |    |    |
|  | 2.   | ???           | ?? | 20 |   |   |   |    |    |    |
|  | 3.   | Castrovillari | ?? | 20 |   |   |   |    |    |    |
|  | 4.   | ???           | ?? | 20 |   |   |   |    |    |    |
|  | 5.   | ???           | ?? | 20 |   |   |   |    |    |    |
|  | 6.   | ???           | ?? | 20 |   |   |   |    |    |    |
|  | 7.   | ???           | ?? | 20 |   |   |   |    |    |    |
|  | 8.   | ???           | ?? | 20 |   |   |   |    |    |    |
|  | 9.   | ???           | ?? | 20 |   |   |   |    |    |    |
|  | 10.  | ???           | ?? | 20 |   |   |   |    |    |    |
|  | 11.  | ???           | ?? | 20 |   |   |   |    |    |    |

Legenda:

      Ammesso alle finali per il titolo regionale.
  Ammesso alla nuova Promozione Regionale.
Regolamento:
Due punti a vittoria, uno a pareggio, zero a sconfitta.
Pari merito in caso di pari punti.
Verdetti
- Castrovillari, Indomita Cosenza, Silana, Sportiva Cariati e Rossanese vengono ammesse alla nuova Promozione Regionale.

## Girone B

### Squadre partecipanti
| Squadra           | Città (provincia)                | Stagione precedente |
| ----------------- | -------------------------------- | ------------------- |
| A.C. Aspromonte   | Santa Cristina d'Aspromonte (RC) |                     |
| U.S. Bagnarese    | Bagnara Calabra (RC)             |                     |
| S.S. Calcementi   | Vibo Marina (CZ)                 |                     |
| S.S. Deliese      | Delianuova (RC)                  |                     |
| U.S. Gioiese      | Gioia Tauro (RC)                 |                     |
| C.R.A.L. Juventus | Tropea (CZ)                      |                     |
| A.C. Napitina     | Pizzo (CZ)                       |                     |
| C.S.I. Palmi      | Palmi (RC)                       |                     |
| S.S. Polistena    | Polistena (RC)                   |                     |
| U.S. Praja        | Praia a Mare (CS)                |                     |
| A.C. Seminarese   | Seminara (RC)                    |                     |

### Classifica finale
|  | Pos. | Squadra | Pt | G  | V | N | P | GF | GS | DR |
|  | ---- | ------- | -- | -- | - | - | - | -- | -- | -- |
|  | 1.   | ???     | ?? | 20 |   |   |   |    |    |    |
|  | 2.   | ???     | ?? | 20 |   |   |   |    |    |    |
|  | 3.   | ???     | ?? | 20 |   |   |   |    |    |    |
|  | 4.   | ???     | ?? | 20 |   |   |   |    |    |    |
|  | 5.   | ???     | ?? | 20 |   |   |   |    |    |    |
|  | 6.   | ???     | ?? | 20 |   |   |   |    |    |    |
|  | 7.   | ???     | ?? | 20 |   |   |   |    |    |    |
|  | 8.   | ???     | ?? | 20 |   |   |   |    |    |    |
|  | 9.   | ???     | ?? | 20 |   |   |   |    |    |    |
|  | 10.  | ???     | ?? | 20 |   |   |   |    |    |    |
|  | 11.  | ???     | ?? | 20 |   |   |   |    |    |    |

Legenda:

      Ammesso alle finali per il titolo regionale.
  Ammesso alla nuova Promozione Regionale.
Regolamento:
Due punti a vittoria, uno a pareggio, zero a sconfitta.
Pari merito in caso di pari punti.
Verdetti
- Bagnarese, Gioiese, Juventus Tropea e Praja  vengono ammesse alla nuova Promozione Regionale.

## Titolo regionale
Fra i due vincitori dei gironi fu disputata la finale per il titolo di campione regionale.

## Esiti
La pessima stagione dei club calabresi affiliati alla Lega Interregionale Sud, i quali vennero tutti e tre retrocessi, non comportò in ogni caso dolorose esclusioni fra i club di Prima Divisione, dato che la gran mole di scioglimenti e rinunce aprì a qualunque società la possibilità di iscriversi alla nuova Promozione, rendendo difatti nulli gli esiti del campionato. Anzi, le gravi difficoltà economiche e infrastrutturali della regione comportarono tanti rifiuti da obbligare la Lega Regionale Calabrese ad aprire le iscrizioni anche ai club di Seconda Divisione, tra i quali risposero all'appello solo il Borgia e il Politano di Cosenza. Fu così che, nonostante qualunque club della Lega in linea coi parametri richiesti potesse iscriversi al nuovo campionato regionale, questo finì per partire con ben tre vacanze d'organico.